# Tuula-Liina Varis
Tuula-Liina Varis, född 30 juni 1942 i Loimaa, är en finländsk författare och journalist. 
Varis var verksam i tidningen Kansan Uutiset 1965–1979 och därefter kolumnist i olika tidningar. Hennes författarskap har omväxlande skönlitterärt och självbiografiskt innehåll. I Kilpikonna ja olkimarsalkka (1994) skildrar hon sitt äktenskap med Pentti Saarikoski. Romanen Maan päällä paikka yksi on (2000) behandlar barndomens utsatthet och belönades med Runebergspriset, medan romanen Rakas (2002) analyserar hennes ungdomstid i den taistoitiska rörelsen och Kaksi kesää, kaksi kirjaa (2003) innehåller dagboksnoteringar om hennes skrivande. Ihmisen paikka (2006) innehåller ett urval av hennes kolumner. Hon har även medverkat i TV som presentatör av aktuell litteratur.